# Stade d'honneur de Meknès
Le stade d'honneur de Meknès (en arabe : الملعب الشرفي بمكناس) est un stade de football situé à Meknès au Maroc.
Il fut construit en 1982 et a une capacité de 15 000 places. Il est doté d'une pelouse synthétique depuis 2007.

## Histoire
Il accueille les matches du CODM de Meknès, ainsi des matchs de l'équipe nationale du Maroc et des concerts de musique. Il a aussi abrité la finale de la CAN Junior 1997.
Il s'appelait auparavant « stade de la garnison » et abritait des matches de rugby à l'époque de la colonisation française au Maroc (1912-1956)